# Vsevolod Garsjin
Vsevolod Michajlovitj Garsjin (ryska: Всеволод Михайлович Гаршин), född 14 februari 1855 i Prijatnaja Dolina, guvernementet Jekaterinoslav, död 5 april 1888 i Sankt Petersburg (självmord), var en rysk författare. Han var bror till Jevgenij Garsjin.
Garsjin studerade till bergsingenjör i Sankt Petersburg. Han blev känd efter att ha skrivit en berättelse, Tjetyre dnja (Fyra dagar), 1877 om rysk-turkiska kriget 1877–1878, som han deltagit i som frivillig. I Fyra dagar protesterar Garsjin mot kriget. Andra kända berättelser är Attalea Princeps, 1879, Krasnyj tsvetok (Den röda blomman), 1883, Tilldragelsen, Den mesen och andra.
Garsjin skrev med en psykologisk inlevelse. Hans verk uppskattades av Michail Saltykov-Sjtjedrin, Anton Tjechov och Ivan Turgenjev.
Garsjin var manodepressiv och tillbringade perioder på slutna anstalter. 1888 begick han självmord genom att störta sig nedför ett trapphus.

## Utgåvor på svenska
- Fyra berättelser (En röd vallmo; Soldaten Ivanoffs hågkomster från rysk-turkiska kriget; Fyra dagar; Attalea princeps), 1887
- Den röda blomman och andra noveller, 1956
- Novellen "Natten" i "Ryska berättare", red. Karin Pontoppidan-Sjövall, 1961
- Fyra dagar 1998